# Vajrasana (asana)

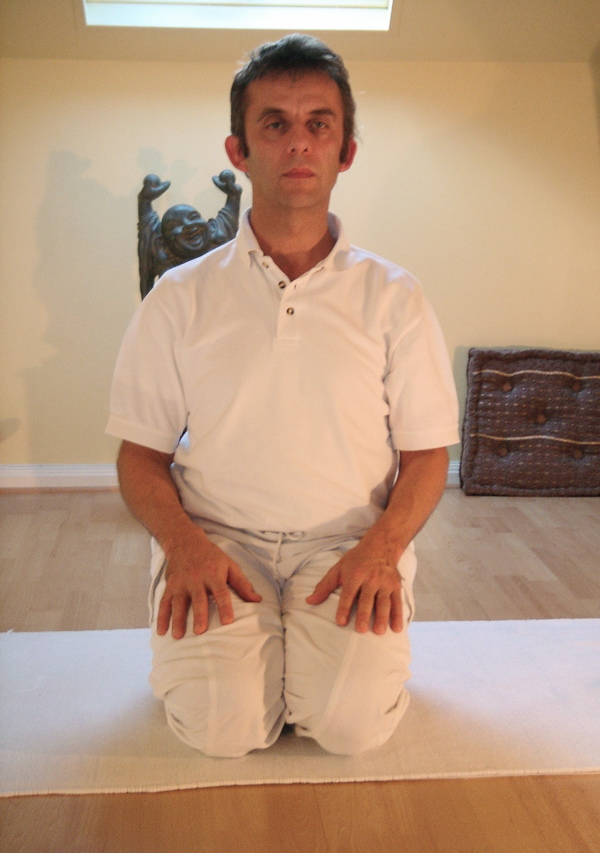
Bliksemhouding
(Vajrasana)

De Vajrasana (Sanskriet voor bliksemhouding) is een veelvoorkomende houding of asana. De houding wordt ook wel Virasana (Vitale Houding) genoemd.
De Vajrasana is ook bekend als de judozit, als begin van ne-waza (liggende technieken, grondgevecht) of als rusthouding in een rij op de tatami (judomat). De kalmerende zenhouding in judo, wordt Zazen genoemd en is vergelijkbaar met de Sukkasana of Kleermakerszit in yoga.
Een andere gelijkende houding is de Baddha konasana
| Sanskriet | vertaling                   |
| --------- | --------------------------- |
| vajra     | bliksem                     |
| vira      | mannelijk, vitaliteit       |
| asana     | houding (letterlijk: 'zit') |

Aan deze houdingen wordt een gezonde werking toegeschreven in de hatha yoga. Van de Vajrasana wordt beweerd dat het de spijsvertering bevordert. Hiervoor is echter geen enkele wetenschappelijke ondersteuning.
De Vajrasana is in hatha yoga een goede voorbereiding op de asana Ustrasana (De Kameel).